# Kantonsschule Wohlen
Die Kantonsschule Wohlen, auch Kanti Wohlen genannt, ist ein öffentliches Kurzzeitgymnasium (Kantonsschule) sowie eine Fachmittelschule des Kantons Aargau in Wohlen. Sie zählt rund 830 Schülerinnen und Schüler sowie ca. 120 Lehrpersonen. Das seit 1976 bestehende Gymnasium ist eine UNESCO-assoziierte Schule.

## Geschichte und Architektur
1966 nahm in Wohlen ein Lehrerseminar den Betrieb auf. Es handelte sich dabei zunächst um eine Zweigstelle des Seminars in Wettingen, die Primarschullehrer ausbildete und ab 1969 organisatorisch unabhängig war. Entlang der Bünz wurden zwischen 1965 und 1969 fünf Pavillonbauten und zwei Turnhallen errichtet. 1976 schrieb ein neues Schulgesetz vor, dass Primarlehrer eine abgeschlossene Matura besitzen mussten. Die Kantonsbehörden werteten deshalb das Seminar Wohlen in eine Kantonsschule auf. 1980 war der Umwandlungsprozess abgeschlossen.
Damit war zwar eine jahrzehntealte politische Forderung erfüllt worden, doch die meisten Mittelschüler aus dem Freiamt mussten wegen zu geringer Kapazität weiterhin Schulen ausserhalb der Region besuchen. Aus diesem Grund entstand in den Jahren 1984 bis 1988 nördlich der Pavillons ein mehrfach grösserer Erweiterungsbau, der die Funktion eines Hauptgebäudes übernahm. Für die Planung zeichnete das Architekturbüro Burkard, Meyer, Steiger und Partner aus Baden verantwortlich, das sich in einem Architektenwettbewerb gegen 40 Konkurrenten durchsetzte.
Der Erweiterungsbau der Kantonsschule Wohlen gilt als herausragendes Beispiel zeitgenössischer Architektur. Die Dachkonstruktionen über dem Eingang, im Zentralbereich, in der Mediothek und in der Aula gehören zu den frühesten Werken des spanischen Architekten Santiago Calatrava.
Ende Juli 2017 trat Franz Widmer nach 18 Jahren als Rektor der Kantonsschule Wohlen in den Ruhestand. Sein Nachfolger und aktueller Rektor ist Matthias Angst. Dieser hat selbst seine Matura an der Kanti Wohlen absolviert.

## Unterricht
Für die ersten zwei Jahre des Gymnasiums wird ein Akzentfach gewählt, für das dritte und vierte Jahr ein Schwerpunktfach und für das vierte Jahr ein Ergänzungsfach. Seit 1999 bietet die Kantonsschule Wohlen Immersionsunterricht auf Französisch an und übernahm dadurch eine Vorreiterrolle im Aargau. Seit 2009 wird zweisprachiger Unterricht auch auf Englisch angeboten.

## Kultur
Die Kantonsschule Wohlen ist Sitz des Kantiforums. Dieser privatrechtliche Verein mit über 800 Mitgliedern organisiert in der Aula kulturelle Anlässe, die sich an ein Publikum mit gehobenen Ansprüchen richten. Die Veranstaltungen reichen von Theateraufführungen, Konzerten, Tanz-Happenings bis hin zu Kabarett.

## Bekannte Ehemalige
- Doris Leuthard (* 1963), Alt-Bundesrätin
- Susanne Wille (* 1974), Fernsehmoderatorin und Generaldirektorin der SRG
- Cédric Wermuth (* 1986), Nationalrat